# Sous-bassin de Collie
Le sous-bassin de Collie est une poche de roches sédimentaires permiennes d'une superficie de 225 km2, enfermée dans des roches archéennes beaucoup plus anciennes du craton de Yilgarn, près de la ville de Collie dans le sud-ouest de l'Australie-Occidentale,.
Autrefois considérée comme un bassin unique, cette zone, ainsi que les sous-bassins plus petits de Wilga et de Boyup au sud, sont désormais classés comme des zones aberrantes du bassin de Perth, séparées de la zone principale par d'anciens mouvements de terre et l'érosion. Le sous-bassin de Collie contient d'importantes réserves de charbon, exploitées principalement pour la production d'électricité.